# David Price Racing
David Price Racing es una escudería británica fundada por David Price en 1976 que participa entre otros campeonatos en GP2 Series. La escudería fue vendida Andre Herck, padre del piloto de GP2 Michael Herck, en abril del 2009. A pesar de eso, la escudería mantiene su nombre original.

## Historia

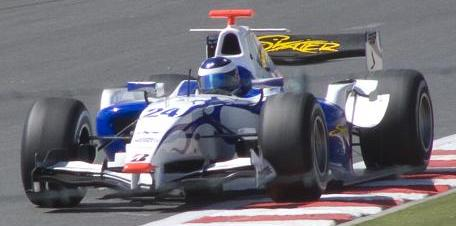
Michael Herck con DPR en 2008

David Price Racing retorna a las competencias de automovilismo internacional en el Campeonato Europeo de Fórmula Renault V6 de 2004 con los pilotos Hayanari Shimoda y Robert Bell luego de estar por espacio de dos años ausentes de citas internacionales. Al año siguiente decide incursionar en el primer campeonato de GP2, temporada 2005 como uno de los 12 equipos fundadores de la nueva categoría, en esa oportunidad contó con los pilotos Olivier Pla, Giorgio Mondini y Ryan Sharp quienes conseguirían dos victorias y dos pole position para la escudería quedando en la décima posición de la tabla de constructores.
Durante la primera temporada de la A1 Grand Prix trabajo en el grupo de ingeniería del equipo estadounidense de A1GP, sin embargo tras no obtener los resultados esperados por el equipo de Estados Unidos es desplazado por West Surrey Racing.
En su segundo año en GP2 Series, David Price Racing cambia el nombre a DPR-Direxiv fichando los pilotos Clivio Piccione, Vitaly Petrov, Mike Conway además de Olivier Pla, quien ya había conducido el DPR la temporada anterior. En esa temporada el equipo no logró ninguna victoria ocupando nuevamente el puesto 10 de constructores.
Para la temporada 2007 se intentó un acuerdo con la escudería Carlin Motorsport cambiando su nombre a Carlin-DPR, sin embargo esta prouesta no llegó a término por lo que recupera el nombre David Price Racing. Cuentan con el piloto danés Christian Bakkerud y el español Andy Soucek para esta nueva temporada. Para la temporada 2008 participan Michael Herck y Diego Nunes, Herck sigue con ellos en 2009 junto a Giacomo Ricci y la 2010 es su último año en la GP2 ya que no están inscritos para las siguientes temporadas.

## Resultados

### GP2 Series
(Clave) (negrita indica pole position) (cursiva indica vuelta rápida puntuable)

| Año  | Chasis                                 | Neu. | N.º | Pilotos            | 1   | 1   | 2   | 2   | 3   | 3   | 4   | 4   | 5   | 5   | 6   | 6   | 7   | 7   | 8   | 8   | 9   | 9   | 10  | 10  | 11  | 11  | 12  | 12  | Puntos | Pos. | Ref.  |
| ---- | -------------------------------------- | ---- | --- | ------------------ | --- | --- | --- | --- | --- | --- | --- | --- | --- | --- | --- | --- | --- | --- | --- | --- | --- | --- | --- | --- | --- | --- | --- | --- | ------ | ---- | ----- |
| 2005 | Dallara GP2/05 Mecachrome V8108 GP2 V8 | B    |     |                    | IMO | IMO | BAR | BAR | MON | MON | NÜR | NÜR | MAG | MAG | SIL | SIL | HOC | HOC | BUD | BUD | EST | EST | MNZ | MNZ | SPA | SPA | SAK | SAK | 22     | 10.º | [ 2 ] |
| 2005 | Dallara GP2/05 Mecachrome V8108 GP2 V8 | B    | 11  | Olivier Pla        | 9   | 5   | Ret | Ret | 9   | 9   | Ret | 8   | Ret | 9   | 8   | 1   | 8   | 1   | 7   | Ret | 9   | 17  | Ret | Ret | 11  | 10  | Ret | DNS | 22     | 10.º | [ 2 ] |
| 2005 | Dallara GP2/05 Mecachrome V8108 GP2 V8 | B    | 12  | Ryan Sharp         | Ret | 14  | Ret | 16  | Ret | Ret | 9   | 9   | 19  | Ret | Ret | NC  | 11  | 13  |     |     |     |     |     |     |     |     |     |     | 22     | 10.º | [ 2 ] |
| 2005 | Dallara GP2/05 Mecachrome V8108 GP2 V8 | B    | 12  | Giorgio Mondini    |     |     |     |     |     |     |     |     |     |     |     |     |     |     | Ret | Ret | 13  | Ret | Ret | Ret | Ret | 21† | 18  | 22  | 22     | 10.º | [ 2 ] |
| 2006 | Dallara GP2/05 Mecachrome V8108 GP2 V8 | B    |     |                    | VAL | VAL | IMO | IMO | NÜR | NÜR | BAR | BAR | MON | MON | SIL | SIL | MAG | MAG | HOC | HOC | BUD | BUD | EST | EST | MNZ | MNZ |     |     | 18     | 10.º | [ 3 ] |
| 2006 | Dallara GP2/05 Mecachrome V8108 GP2 V8 | B    | 20  | Olivier Pla        | 10  | 15  | Ret | 20† | 15  | Ret | DSQ | 20  | Ret | Ret |     |     | 16  | 9   |     |     |     |     |     |     |     |     |     |     | 18     | 10.º | [ 3 ] |
| 2006 | Dallara GP2/05 Mecachrome V8108 GP2 V8 | B    | 20  | Mike Conway        |     |     |     |     |     |     |     |     |     |     | 11  | 11  |     |     |     |     |     |     |     |     |     |     |     |     | 18     | 10.º | [ 3 ] |
| 2006 | Dallara GP2/05 Mecachrome V8108 GP2 V8 | B    | 20  | Vitali Petrov      |     |     |     |     |     |     |     |     |     |     |     |     |     |     | 15  | 15  | 15  | 10  | 16  | 18  | Ret | 12  |     |     | 18     | 10.º | [ 3 ] |
| 2006 | Dallara GP2/05 Mecachrome V8108 GP2 V8 | B    | 21  | Clivio Piccione    | Ret | Ret | Ret | 16  | 11  | 8   | 16† | Ret | 4   | 4   | 7   | 3   | 13  | Ret | 8   | Ret | Ret | Ret | Ret | Ret | 7   | 3   |     |     | 18     | 10.º | [ 3 ] |
| 2007 | Dallara GP2/05 Mecachrome V8108 GP2 V8 | B    |     |                    | SAK | SAK | BAR | BAR | MON | MON | MAG | MAG | SIL | SIL | NÜR | NÜR | BUD | BUD | EST | EST | MNZ | MNZ | SPA | SPA | VAL | VAL |     |     | 15     | 12.º | [ 4 ] |
| 2007 | Dallara GP2/05 Mecachrome V8108 GP2 V8 | B    | 20  | Christian Bakkerud | 13  | Ret | 12  | Ret | Ret | Ret | Ret | 12  | Ret | 21  | Ret | 18  | Ret | DNS | DNQ | DNQ |     |     | 12  | Ret | Ret | Ret |     |     | 15     | 12.º | [ 4 ] |
| 2007 | Dallara GP2/05 Mecachrome V8108 GP2 V8 | B    | 20  | Olivier Pla        |     |     |     |     |     |     |     |     |     |     |     |     |     |     |     |     | Ret | 13  |     |     |     |     |     |     | 15     | 12.º | [ 4 ] |
| 2007 | Dallara GP2/05 Mecachrome V8108 GP2 V8 | B    | 21  | Andy Soucek        | 12  | 9   | 14  | Ret | 14  | 14  | 13  | 10  | Ret | 20  | Ret | 13  | 12  | Ret | Ret | Ret | Ret | 7   | 6   | 2   | 6   | 3   |     |     | 15     | 12.º | [ 4 ] |
| 2008 | Dallara GP2/08 Mecachrome V8108 GP2 V8 | B    |     |                    | BAR | BAR | EST | EST | MON | MON | MAG | MAG | SIL | SIL | HOC | HOC | BUD | BUD | VAL | VAL | SPA | SPA | MNZ | MNZ |     |     |     |     | 4      | 13.º | [ 5 ] |
| 2008 | Dallara GP2/08 Mecachrome V8108 GP2 V8 | B    | 24  | Giacomo Ricci      | 16  | Ret | Ret | 11  |     |     |     |     |     |     |     |     |     |     |     |     |     |     |     |     |     |     |     |     | 4      | 13.º | [ 5 ] |
| 2008 | Dallara GP2/08 Mecachrome V8108 GP2 V8 | B    | 24  | Andy Soucek        |     |     |     |     | 13  | 6   |     |     |     |     |     |     |     |     |     |     |     |     |     |     |     |     |     |     | 4      | 13.º | [ 5 ] |
| 2008 | Dallara GP2/08 Mecachrome V8108 GP2 V8 | B    | 24  | Michael Herck      |     |     |     |     |     |     | Ret | 15  | 23  | DNS | 17  | Ret | Ret | 17  | 12  | 14  | 14  | 11  | Ret | 17  |     |     |     |     | 4      | 13.º | [ 5 ] |
| 2008 | Dallara GP2/08 Mecachrome V8108 GP2 V8 | B    | 25  | Diego Nunes        | 15  | 16  | 13  | 10  | 15  | 9   | 11  | Ret | 17  | Ret | Ret | Ret | 12  | 15  | 10  | 4   | 12  | Ret | Ret | 16  |     |     |     |     | 4      | 13.º | [ 5 ] |
| 2009 | Dallara GP2/08 Mecachrome V8108 GP2 V8 | B    |     |                    | BAR | BAR | MON | MON | EST | EST | SIL | SIL | NÜR | NÜR | BUD | BUD | VAL | VAL | SPA | SPA | MNZ | MNZ | ALG | ALG |     |     |     |     | 0      | —    | [ 6 ] |
| 2009 | Dallara GP2/08 Mecachrome V8108 GP2 V8 | B    | 26  | Michael Herck      | 13  | Ret | 16  | 16  | Ret | Ret | 9   | 8   | 14  | 12  | 15  | Ret | 13  | Ret | Ret | 9   | 20† | 13  | DSQ | Ret |     |     |     |     | 0      | —    | [ 6 ] |
| 2009 | Dallara GP2/08 Mecachrome V8108 GP2 V8 | B    | 27  | Giacomo Ricci      | Ret | 15  | 14  | Ret | Ret | Ret | 17  | DNS |     |     |     |     |     |     |     |     |     |     |     |     |     |     |     |     | 0      | —    | [ 6 ] |
| 2009 | Dallara GP2/08 Mecachrome V8108 GP2 V8 | B    | 27  | Franck Perera      |     |     |     |     |     |     |     |     | Ret | 16  | EX  | 18  | 15  | 16† | DNQ | DNQ |     |     |     |     |     |     |     |     | 0      | —    | [ 6 ] |
| 2009 | Dallara GP2/08 Mecachrome V8108 GP2 V8 | B    | 27  | Johnny Cecotto Jr. |     |     |     |     |     |     |     |     |     |     |     |     |     |     |     |     | 18† | 16† | DNS | 18  |     |     |     |     | 0      | —    | [ 6 ] |
| 2010 | Dallara GP2/08 Mecachrome V8108 GP2 V8 | B    |     |                    | BAR | BAR | MON | MON | EST | EST | VAL | VAL | SIL | SIL | HOC | HOC | BUD | BUD | SPA | SPA | MNZ | MNZ | YMC | YMC |     |     |     |     | 28     | 8.º  | [ 7 ] |
| 2010 | Dallara GP2/08 Mecachrome V8108 GP2 V8 | B    | 26  | Michael Herck      | 17  | 21  | 16  | Ret | 6   | 5   | 8   | 3   | 22  | 14  | 9   | 8   | 7   | Ret | Ret | 13  | Ret | Ret | 16  | 10  |     |     |     |     | 28     | 8.º  | [ 7 ] |
| 2010 | Dallara GP2/08 Mecachrome V8108 GP2 V8 | B    | 27  | Giacomo Ricci      | 2   | 8   | 17  | Ret | Ret | 17  | Ret | Ret | 13  | 12  | 16† | 11  | 8   | 1   |     |     |     |     |     |     |     |     |     |     | 28     | 8.º  | [ 7 ] |
| 2010 | Dallara GP2/08 Mecachrome V8108 GP2 V8 | B    | 27  | Fabrizio Crestani  |     |     |     |     |     |     |     |     |     |     |     |     |     |     | Ret | 14  | 10  | 15  | 13  | 14  |     |     |     |     | 28     | 8.º  | [ 7 ] |

### GP2 Asia Series
(Clave) (negrita indica pole position) (cursiva indica vuelta rápida puntuable)
| Año     | Chasis                                 | Neu. | N.º | Pilotos        | 1    | 1    | 2    | 2    | 3    | 3    | 4    | 4    | 5    | 5    | 6    | 6    | Puntos | Pos. | Ref.   |
| ------- | -------------------------------------- | ---- | --- | -------------- | ---- | ---- | ---- | ---- | ---- | ---- | ---- | ---- | ---- | ---- | ---- | ---- | ------ | ---- | ------ |
| 2008    | Dallara GP2/08 Mecachrome V8108 GP2 V8 | B    |     |                | YMC1 | YMC1 | SEN  | SEN  | KUA  | KUA  | SAK  | SAK  | YMC2 | YMC2 |      |      | 8      | 11.º | [ 8 ]  |
| 2008    | Dallara GP2/08 Mecachrome V8108 GP2 V8 | B    | 22  | Armaan Ebrahim | 21   | Ret  | Ret  | 9    | Ret  | 19   | 13   | 16   | 19   | Ret  |      |      | 8      | 11.º | [ 8 ]  |
| 2008    | Dallara GP2/08 Mecachrome V8108 GP2 V8 | B    | 23  | Andy Soucek    | 3    | 7    |      |      |      |      |      |      |      |      |      |      | 8      | 11.º | [ 8 ]  |
| 2008    | Dallara GP2/08 Mecachrome V8108 GP2 V8 | B    | 23  | Diego Nunes    |      |      | Ret  | 10   | 10   | 13   | 7    | Ret  | 17   | 12   |      |      | 8      | 11.º | [ 8 ]  |
| 2008-09 | Dallara GP2/08 Mecachrome V8108 GP2 V8 | B    |     |                | SHA  | SHA  | DUB  | DUB  | SAK1 | SAK1 | LOS  | LOS  | KUA  | KUA  | SAK2 | SAK2 | 0      | 13.º | [ 9 ]  |
| 2008-09 | Dallara GP2/08 Mecachrome V8108 GP2 V8 | B    | 22  | Michael Herck  | 16   | 16   | 15   | C    | 18   | 18   | 15   | Ret  | 13   | Ret  | 13   | Ret  | 0      | 13.º | [ 9 ]  |
| 2008-09 | Dallara GP2/08 Mecachrome V8108 GP2 V8 | B    | 23  | Yuhi Sekiguchi | Ret  | 12   |      |      |      |      |      |      |      |      |      |      | 0      | 13.º | [ 9 ]  |
| 2008-09 | Dallara GP2/08 Mecachrome V8108 GP2 V8 | B    | 23  | Giacomo Ricci  |      |      | 13   | C    | Ret  | 16   | Ret  | 13   | 16   | 15   | 11   | 10   | 0      | 13.º | [ 9 ]  |
| 2009-10 | Dallara GP2/08 Mecachrome V8108 GP2 V8 | B    |     |                | YMC1 | YMC1 | YMC2 | YMC2 | SAK1 | SAK1 | SAK2 | SAK2 |      |      |      |      | 36     | 3.º  | [ 10 ] |
| 2009-10 | Dallara GP2/08 Mecachrome V8108 GP2 V8 | B    | 26  | Michael Herck  | 13   | 9    | 7    | 2    | 23   | 13   | 18   | Ret  |      |      |      |      | 36     | 3.º  | [ 10 ] |
| 2009-10 | Dallara GP2/08 Mecachrome V8108 GP2 V8 | B    | 27  | Giacomo Ricci  | Ret  | Ret  | 5    | 3    | 4    | 2    | 5    | 1    |      |      |      |      | 36     | 3.º  | [ 10 ] |